# Bryum mollifolium
Bryum mollifolium är en bladmossart som beskrevs av Philibert 1899. Bryum mollifolium ingår i släktet bryummossor, och familjen Bryaceae. Inga underarter finns listade i Catalogue of Life.